# Các Hệ phái Tin Lành và Tinh thần của Chủ nghĩa Tư bản
Các Hệ phái Tin Lành và Tinh thần của Chủ nghĩa Tư bản là một luận văn của Max Weber, hình thành từ những quan sát của ông về các doanh nhân Hoa Kỳ nhân chuyến đi trong năm 1904, thăm viếng họ hàng của ông đang sinh sống ở Ohio và North Carolina, cũng như dành thời gian để tra cứu tại các thư viện của những viện đại học có quan hệ với các giáo hội Tin Lành (Kháng Cách). Mặc dù tại Hoa Kỳ đã có sự phân lập triệt để giữa giáo hội và nhà nước, Weber nhận thấy trong giới doanh nghiệp người ta vẫn có thói quen tìm hiểu các mối quan hệ tôn giáo của đối tác; dần dà, ông hiểu ra rằng thói quen kỳ quặc này (theo cách nhìn của người châu Âu) là một cách "kiểm tra uy tín". Theo Weber, bất cứ ai hiểu biết về văn hóa nước Mỹ đều dễ dàng nhận ra rằng các mối quan hệ tôn giáo luôn thủ giữ vai trò quan trọng trong đời sống xã hội và trong môi trường kinh doanh, cũng được xem như là yếu tố then chốt trong việc xây dựng mối quan hệ tín cẩn và lâu bền.
Có hai lý do: Thứ nhất, gia nhập một giáo hội thuộc cộng đồng Kháng Cách là hành động tự nguyện (không giống các giáo hội được nhà nước bảo trợ ở châu Âu), các giáo hội này chỉ công nhận tư cách thành viên đối với những người được xem là đã đáp ứng một số chuẩn mực đạo đức. Bất cứ thành viên nào không chịu theo đuổi một nếp sống đáp ứng những chuẩn mực nhất định sẽ bị áp lực tự thay đổi, hoặc bị mất quyền thành viên. Do đó, những thành viên có tiếng tốt thuộc các hệ phái khác nhau được xem là những người đáng tin cậy trong kinh doanh. Người dân chỉ tin cậy những người nhiệt thành với niềm tin tôn giáo, và đến mua hàng tại các cửa hiệu của họ, bởi vì chỉ ở đó mới có các giao dịch chân thật và không bao giờ bị nói thách.
Thứ hai, trong các hệ phái Kháng Cách, quyền điều hành giáo hội được trao cho các thành viên; mục sư được giáo đoàn tuyển dụng (không giống các giáo hội được nhà nước bảo trợ, mục sư được nhà nước chỉ định). Nếu mục sư thiếu tinh thần trách nhiệm hoặc thối nát, các thành viên trong giáo đoàn có quyền mời một mục sư khác đến thế chỗ. Các giáo đoàn thường yêu cầu mục sư giảng luận về đạo đức tôn giáo trong cuộc sống chứ không chỉ đơn thuần thuyết giảng các giáo lý (mà họ xem là không quan trọng bằng cách ứng dụng đức tin trong thực tế cuộc sống).
Trong tác phẩm Đạo đức Kháng Cách và Tinh thần Chủ nghĩa Tư bản, Weber lập luận rằng việc xây dựng một lực lượng doanh nhân là những người được tín nhiệm do tư cách đạo đức cá nhân là nhân tố quan trọng góp phần phát triển chủ nghĩa tư bản, và hiện tượng này có nguồn gốc từ cuộc Cải cách Kháng Cách (đặc biệt là trong các giáo hội chịu ảnh hưởng Thần học Calvin), mặc dù về sau hiện tượng này cũng dần bị thế tục hóa.
Quan niệm cho rằng người tuân thủ các giá trị đạo đức dù bị thiệt thòi sẽ được ban thưởng, theo Weber, là phổ biến trong các nền văn hóa trên khắp thế giới. Tuy nhiên, chỉ có các giáo hội Kháng Cách mới nối kết ý tưởng này với nền đạo đức tôn giáo, phù hợp với nguyên lý của chủ nghĩa tư bản thời kỳ sơ khai: "Sự chân thật là giải pháp tốt nhất." Tuy mối quan hệ này chỉ được tìm thấy trong các giáo phái Kháng Cách, sự tồn tại liên tục và tính nhất quán của nó vượt quá phạm vi tôn giáo. Weber đưa ra một ví dụ, trong đó liệt kê những điều các tín hữu Giám Lý không được phép làm: 
- Nói thách khi mua bán
- Trốn thuế
- Cho vay lấy lãi cao hơn mức quy định của luật pháp
- "Tích lũy của cải trên đất" (làm giàu vì những mục tiêu vị kỷ)
- Theo đuổi nếp sống xa hoa trong mọi hình thức

Tuy nhiên, khi ảnh hưởng tôn giáo sút giảm (đặc biệt tại các thành phố lớn), những tổ chức doanh nghiệp đảm trách việc thực hiện các chức năng này. Những tổ chức nghề nghiệp cũng đòi hỏi các thành viên phải đáp ứng một số chuẩn mực đạo đức được xây dựng bởi chính các thành viên. Các nhân viên bán hàng lưu động, chẳng hạn, phải luôn gắn trên ve áo huy hiệu hội đoàn nghề nghiệp của mình, nếu không, chẳng ai tin họ cả. Là thành viên của các tổ chức như thế cũng là điều mà các di dân muốn có trong nỗ lực của họ hội nhập vào nền văn hóa Mỹ. Như thế, huy hiệu gắn trên ve áo ngụ ý, "Tôi là người tử tế, đã được sát hạch và qua giai đoạn thử thách để được kết nạp thành viên." Điều đó có nghĩa là trong kinh doanh, tư cách đạo đức đã được chứng thực là yếu tố quan trọng hàng đầu.
Không chỉ được bảo đảm uy tín đạo đức, một doanh nhân là thành viên của một hội đoàn có thể nhận được sự trợ giúp tài chính trong trường hợp người ấy rơi vào tình huống khó khăn ngoài ý muốn, từ những thành viên khác, dựa trên nguyên tắc "cho mượn mà không đòi hỏi báo đáp", hoặc cho vay với lãi suất rất thấp.